# إجليسياس
إجليسياس، (بالإنجليزية: Iglesias)، (سردينيا: Igrèsias)، هي بلدية في مقاطعة جنوب سردينيا، في إيطاليا. كانت عاصمة مشتركة لمقاطعة كاربونيا إجليسياس مع كاربونيا، وثاني أكبر مجتمع في المقاطعة.

## السكان
في سنة 1861 بلغ عدد السكان 4٬951 نسمة، وتطور العدد ليصل في سنة 2011 لـ 27٬674 نسمة.
يظهر هذا المخطط البياني تطور النمو السكاني لـ إجليسياس

## توأمة
لإجليسياس اتفاقيات توأمة مع كل من:
- أوبرهاوزن
- بيزا